# Jaider Esbell
Jaider Esbell (Normandia, 1979 – São Paulo, 2 de novembro de 2021) foi um escritor, artista, arte-educador, geógrafo e curador brasileiro e um ativista dos direitos indígenas.
Foi um dos destaques da 34ª Bienal de São Paulo e um dos artistas macuxis mais renomados de Roraima, trabalhando com a arte a vivência indígena.

## Biografia
Jaider nasceu em uma aldeia do povo Macuxi na reserva Raposa Serra do Sol, em Roraima, em 1979. Ainda jovem participou de movimentos sociais indígenas. Era filho adotivo de Bernaldina José Pedro, mestra indígena da cultura Macuxi, que morreu em junho de 2020 por Covid-19.
Deixou a aldeia com 18 anos para continuar seus estudos em Boa Vista. Trabalhou como eletricista na Eletrobras, oportunidade que lhe permitiu viajar por várias regiões e ampliar seus conhecimentos sobre a realidade dos povos nativos. Paralelamente iniciou sua produção de pintura e literatura, mas nesta época destruía tudo o que criava. Em 2007 graduou-se em Geografia pela Universidade Federal de Roraima (UFRR), em 2009 obteve uma especialização em Gestão Ambiental e Desenvolvimento Sustentável pela Faculdade de Tecnologia Internacional, e em 2010 ganhou uma bolsa da Fundação Nacional de Artes (Funarte) para escrever seu primeiro livro, Terreiro de Makunaima – Mitos, Lendas e Estórias em Vivências. A partir de então assumiu definitivamente sua vocação artística.
Em 2024, a UFRR concedeu o título de Doutor Honoris Causa (post mortem) a Jaider.

## Carreira
Foi uma das revelações no recente movimento de valorização institucional das produções artísticas indígenas, ao lado de nomes como Denilson Baniwa e Isael Maxakali, e desde 2013, quando organizou o I Encontro de Todos os Povos, desempenhava um papel central na consolidação da arte indígena contemporânea no Brasil, atuando como artista, curador, escritor, educador, ativista, catalisador e produtor cultural.
Em seu trabalho, que envolvia pinturas, textos, desenhos e instalações, procurava divulgar a história e as tradições indígenas através da arte contemporânea, tentando resgatar um legado cultural ancestral que vai se perdendo e denunciando os problemas que afligem esses povos, como a violência, a discriminação e as ameaças à posse da terra. Em suas palavras, “o objetivo é levar a esse ambiente público, de formação e de opinião pública, uma reflexão, pensando sobre a questão da guerra recente, política, ideológica e filosófica, [...] buscando minimamente uma compreensão a partir do nosso povo, da nossa história que é bastante conflituosa e de uma cultura muito viva”. Para o crítico Leandro Muniz, o imaginário e a estética indígenas estão na base de sua obra, mas para além de transpor esses elementos para as técnicas ocidentais, suas pinturas refletiam formas de pensamento Macuxi na maneira como elas são construídas em camadas superpostas, com elementos do passado, do presente e do futuro, mostrando o tempo "como a simultaneidade e a interação entre os campos subjetivo e social, mágico e político, em um trânsito entre mundos".
Fez suas primeiras individuais em 2011 em Normandia e Boa Vista, e depois apresentou individuais na Galeria Gustavo Schnoor da Universidade do Estado do Rio de Janeiro, no Centro de Artes da Universidade Federal do Amazonas (UFAM), no Memorial dos Povos Indígenas, no SESC Boa Vista e na Galeria Millan de São Paulo, entre outras. Entre as coletivas de que participou podem ser destacadas mostras na Grove House/EUA; no Paço das Artes, no Espaço Philippe Noiret/França; no Centro de Artes da Universidade Federal Fluminense, no Centro Cultural Banco do Brasil (São Paulo, Rio de Janeiro, Brasília e Belo Horizonte), no Museu de Arte da Universidade Federal do Paraná e na Pinacoteca do Estado de São Paulo. Em 2021 foi um destaques da 34ª Bienal de São Paulo. Foi o curador de uma mostra paralela à Bienal organizada no Museu de Arte Moderna de São Paulo, intitulada Moquém - Surarî: arte indígena contemporânea, reunindo trabalhos de artistas indígenas de diversos povos. Desenvolveu diversos projetos de arte-educação, publicou livros e artigos, deu palestras em universidades, e participou de debates e ações de arte coletiva.
Foi vencedor do Prêmio PIPA de 2016 e um dos indicados na edição de 2021.
Em 2023 a obra "Entidades", uma das últimas produções de Esbell, formada por duas cobras infláveis de 17 x 1,5 metros foi exposta no Teatro Amazonas em Manaus. Organizada pelo Circuito Urbano de Arte (Cura) com a ideia de celebrar o território amazonense, essa foi a primeira vez que a obra do artista foi exporta na Região Norte do Brasil.

## Morte
Jaider foi encontrado morto em seu apartamento, na cidade de São Paulo, em 2 de novembro de 2021.